# Кистаури
Кистаури (груз. ქისტაური) — село в Ахметском муниципалитетe, Кахетия, Грузия.

## География
Село расположено недалеко от берега реки Алазани, к востоку от города Ахмета.

## Население
Численность населения — 1729 человека (перепись 2014 года).

## Галерея

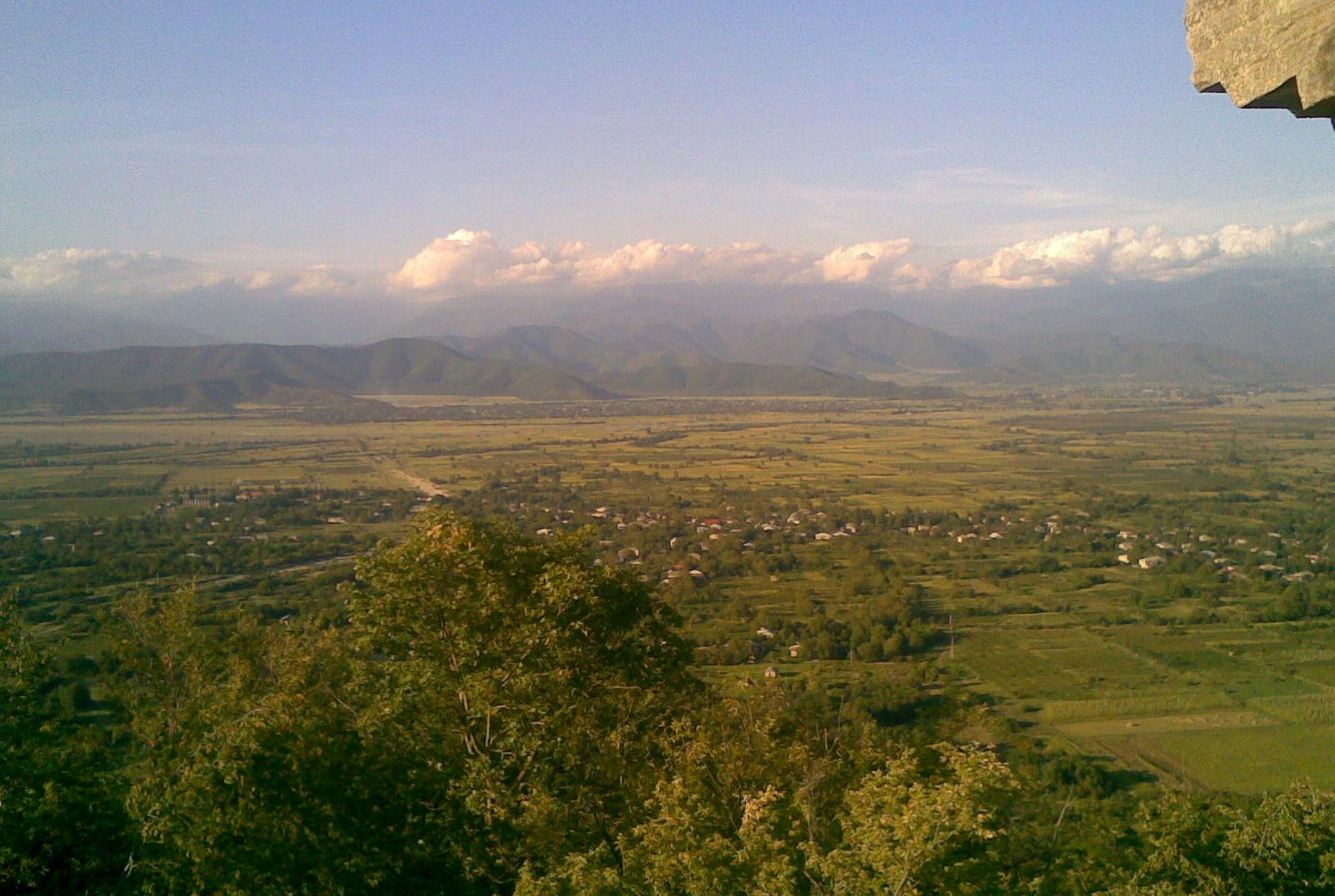
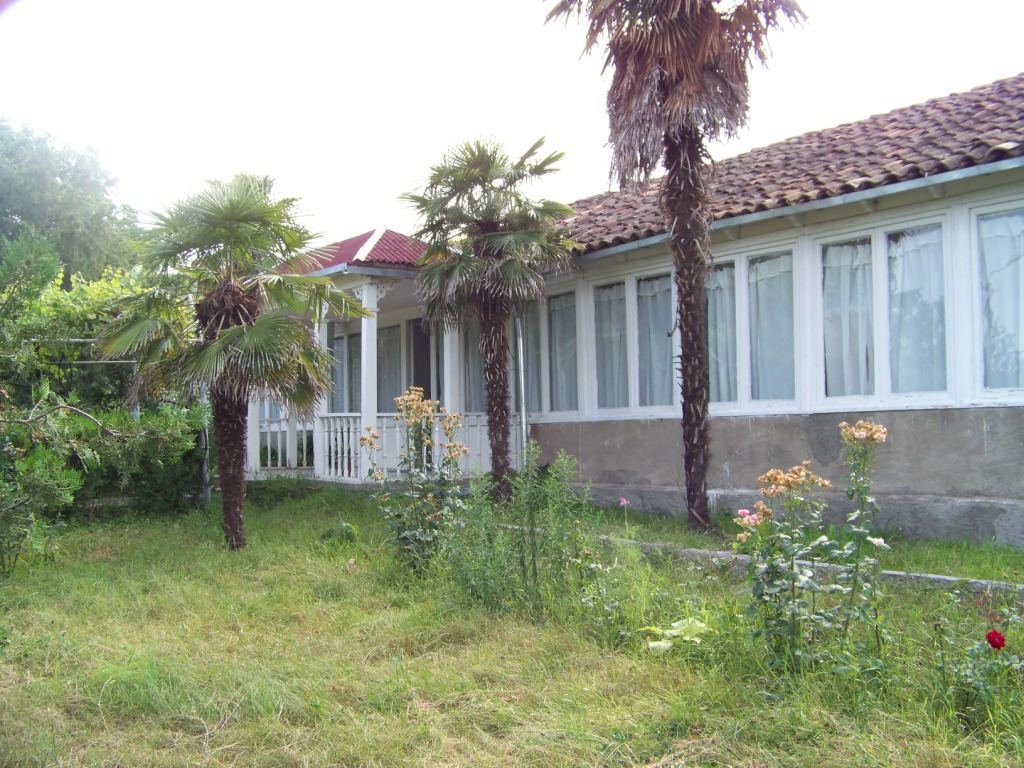
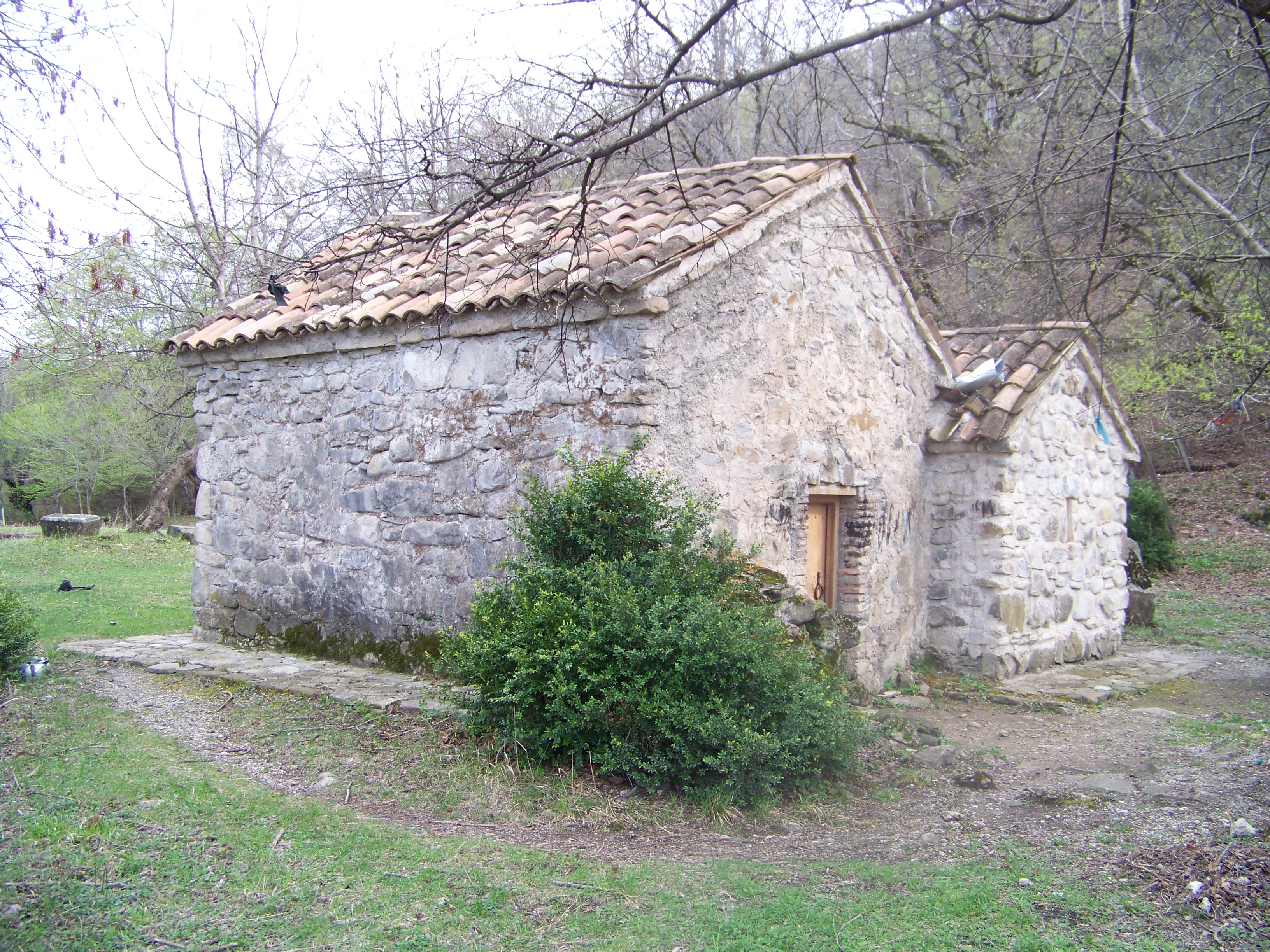

## Фамилии Кистаурцев
- Маилашвили — 10 чел.
- Авазашвили — 1 чел.
- Авалишвили — 2 чел.
- Айвазашвили — 65 чел.
- Алексанашвили — 15 чел.
- Алексишвили — 2 чел.
- Алудаури — 33 чел.
- Амонашвили — 8 чел.
- Арсенашвили — 18 чел.
- Арсенишвили — 1 чел.
- Ахметели — 11 чел.
- Батуришвили — 80 чел.
- Багуашвили — 27 чел.
- Бачиашвили — 34 чел.
- Бахсолиани — 13 чел.
- Бежанишвили — 24 чел.
- Бериашвили — 26 чел.
- Бичолашвили — 7 чел.
- Бурдули — 11 чел.
- Чолокашвили — 6 чел.
- Чхубианишвили — 16 чел.
- Чхубианашвили — 5 чел.
- Дзамукашвили — 37 чел.
- Пицхелаури — ? чел.
- Саркисашвили — 3 чел.
- Цителаури — 83 чел.
- Цикарадзе — 8 чел.
- Гигаури — 143 чел.
- Гигошвили — 2 чел.
- Гиоргишвили — 2 чел.
- Цигрошвили - 10 чел.